# Maxey Long
Maxwell Clifton (Maxey) Long (16 november 1878 – 4 maart 1959) was een Amerikaans atleet, die gespecialiseerd was in de 400 m. Met een tijd van 47,8 seconden bezat hij enige tijd het wereldrecord op de 440 yard.
Hij studeerde aan de Columbia-universiteit en was de eerste sprinter in de sportgeschiedenis die zich op de 400 m specialiseerde. Al op 19-jarige leeftijd werd zijn looptalent ontdekt toen hij een gouden medaille won op de 220 yard bij de kampioenschappen van de Amateur Athletic Union of Canada (AAUofC). Hij prolongeerde zijn titel de twee jaren hierna. Biografen vermoeden dat hij de Canadese nationaliteit bezat, maar hiervan kan tot op heden geen historische verslaggeving gevonden worden.
Op de Olympische Spelen van 1900 in Parijs won hij een gouden medaille op de 400 m. Met een olympisch record van 49,4 s versloeg hij zijn landgenoot William Holland (zilver; 49,6) en de Deen Ernst Schultz (brons; 52,4). Op 29 september 1900 verbeterde hij in New York het wereldrecord op de 440 yard.

## Titels
- Olympisch kampioen 400 m - 1900
- Amerikaans kampioen 100 yard - 1900
- Amerikaans kampioen 220 yard - 1899
- Amerikaans kampioen 440 yard - 1898, 1899, 1900
- IC4A kampioen 440 yard - 1899

## Palmares

### 400 m
- 1900:  OS - 49,4 (OR)

1896: Thomas Burke ·
1900: Maxey Long ·
1904: Harry Hillman ·
1908: Wyndham Halswelle ·
1912: Charles Reidpath ·
1920: Bevil Rudd ·
1924: Eric Liddell ·
1928: Ray Barbuti ·
1932: Bill Carr ·
1936: Archie Williams ·
1948: Arthur Wint ·
1952: George Rhoden ·
1956: Charlie Jenkins ·
1960: Otis Davis ·
1964: Mike Larrabee ·
1968: Lee Evans ·
1972: Vince Matthews ·
1976: Alberto Juantorena ·
1980: Viktor Markin ·
1984: Alonzo Babers ·
1988: Steve Lewis ·
1992: Quincy Watts ·
1996: Michael Johnson ·
2000: Michael Johnson ·
2004: Jeremy Wariner ·
2008: LaShawn Merritt ·
2012: Kirani James · 
2016: Wayde van Niekerk · 
2020: Steven Gardiner · 
2024: Quincy Hall